# Опсада Београда (1806)

Буђење националне свести и догађаји око сече кнезова довели су до подизања Првог српског устанка 1804. године. Циљ устанка је од почетка као главни циљ имао ослобађање Београда.
Напад устаника на Београд је детаљно испланиран. Карађорђе се још у мају 1804. године налазио у околини Београда са устаничком војском. Међутим, први сукоби са Турцима су се догодили тек две године касније, и то код Топчидерске реке. Тада су устаници заузели положаје који су били ближи Београду.
Устаничке вође су заузеле следеће положаје: 
Сима Марковић са 3.000 устаника из београдске нахије се налазио поред Саве и требао је да продре кроз Варош капију која се налазила на данашњем Косанчићевом венцу,
фронт до њега, на Ташмајдану су заузели Карађорђе и Јанко Катић, где је био и утврђен логор,
десно у доносу на Цареву ћуприју се налазио Милан Обреновић са Рудничанима,
положаје код Хајдучке чесме заузео је Младен Миловановић са устаничким одредима из Крагујевца,
док је на положајима уз Цариградски друм био Васа Чарапић са Грочанима,
а Милоје Петровић Трнавац је са његових 3.000 бораца имао задатак да крене на Сава-капију, која је постављена код Великих степеница.
После освајања Пожаревца од стране устаника, Миленко Стојковић долази са својим људима да појача опсаду Београда. На положајима око Дунава, према Видин-капији су били Станоје Главаш и Вуле Коларац. У опсади су такође учествовали и Лука Лазаревић и Прота Матија Ненадовић.
Буљубаша Конда, који је из Београда прешао на страну устаника имао је, са Узун Мирком Апостоловићем посебно важну улогу, да уђе у град и отвори капије.
Крајем новембра 1806. у околини Београда је било око 25.000 српских војника и 40 топова, док је број топова на турској страни био око 300. У међувремену је у Београд стигло турско појачање, Бећир паша из Босне и нови везир Сулејман паша. Посаде турских топова су углавном чиниле присталице дахија и команданта турског гарнизона у Београду Алије-аге Гушанца, који је раније дошао да помогне београдским Турцима у одбрани Београда. У одбрани Београда је учествовао одређен број хришћана. Неки од њих су пребегли на српску страну, међу којима је био и буљубаша Конда.
Српска скупштина устаника у Смедереву одлучила је да се у току 1806. Гушанац приволи на предају Београда, а у противном да се град заузме на силу.
Главни напад на Београд се догодио на Светог Андреја, 12. децембра (30. новембра по старом календару) 1806. године, два сата иза поноћи. Био је Бајрам и устаници су играли на карту турске неспремности. Решено је да се граду прилази у тишини и да се користи хладно оружје. Конда и Узун-Мирко са петорицом својих људи су пришли Сава-капији, где их је турска стража пустила у град, јер је помислила да су то Турци. Они затим убијају стражаре, а устаници продиру у град. Убрзо напредују и отварају и Варош-капију. Турци убрзо отварају ватру из ватреног оружја, што је подигло узбуну у граду. Борба је трајала целу ноћ и том приликом је погинуо и Васа Чарапић. Већ око 10 сати ујутру, Београд је био у рукама устаника. У десеточасовној борби за град погинуло је око 300 турака и 54 српских устаника. У међувремену, нашавши се у безизлазној ситуацији Гушанац је понудио предају, али је везир Сулејман паша то одбио, након чега део турака на челу са Гушанцем бежи бродом у Видин.
У граду је остао Сулејман-паша као представник турске власти, али је и он већ 27. децембра 1806. напустио град заједно са својом пратњом.
Град јесте освојен тог дана, али се део турака затворио у београдску тврђаву коју устаници нису могли да освоје. Од тад је тврђава била под опсадом. Турци 8. јануара 1807. године предају тврђаву устаницима, а Београд након три столећа постаје центар Србије.
Београд је био слободан до поновне окупације од стране турака 1813. године.

## У популарној култури
Битка је екранизована у југословенском филму „Песма са Кумбаре” из 1955. године у режији Радоша Новаковића.

## Галерија
- План напада српских устаника на Београд 1806. године
- Смрт Васе Чарапића на Стамбол капији
- Ослобођење Београда - Катарина Ивановић
- Макета приказа устаничке опсаде Београда 1806. у Небојша Кули
- Споменик Васи Чарапићу, који је извео јуриш на Стамбол капију током опсаде Београда, у близи Трга Републике у Београду
- Споменик и гробље ослободилаца Београда 1806. године